# Дік Дурбін
Річард Джозеф «Дік» Дурбін (англ. Richard Joseph «Dick» Durbin; нар. 21 листопада 1944, Східний Сент-Луїс, Іллінойс) — американський політик, сенатор США від штату Іллінойс з 1996. У 1983–1997 роки входив до Палати представників. Член Демократичної партії. За віросповіданням — католик. Співзасновник та співголова. Співзасновник і співголова Групи підтримки України в Сенаті США.

## Позиція щодо України
9 лютого 2015 року став одним із засновників Групи підтримки України в Сенаті США. Попри це, у січні 2022 проголосував проти проєкту санкцій для Північного потоку-2 як засобу запобігання російському вторгненню в Україну.